# 地球大爆笑
『地球大爆笑』（ちきゅうだいばくしょう）は、1968年（昭和43年）10月6日から1969年（昭和44年）2月2日までTBS系列局で放送されていた朝日放送製作のバラエティ番組である。全18回。放送時間は毎週日曜 12:15 - 12:45 （日本標準時）。
タイトルは似ているが、同時期にNETテレビ（現・テレビ朝日）で放送されていた『宇宙大爆笑』との関連性は特に無い。

## 出演者
- 藤村有弘
- コロムビア・トップ・ライト
- E・H・エリック
- 岡八郎
- ピンキーとキラーズ
- 若井はんじ・けんじ
- 横山やすし・西川きよし
- 獅子てんや・瀬戸わんや
- 財津一郎
- オックス

## 放送リスト
| 回 | 放送日         | サブタイトル   | 備考                                                 |
| -- | -------------- | -------------- | ---------------------------------------------------- |
| 1  | 1968年 10月6日 | 俺らガードマン |                                                      |
| 2  | 10月13日       | ビバ！メキシコ | 12日からメキシコシティーオリンピックが行われていた。 |
| 3  | 10月20日       | 心臓は笑う     |                                                      |
| 4  | 10月27日       | プロポーズ作戦 |                                                      |
| 5  | 11月3日        | 恋の八卦       |                                                      |
| 6  | 11月10日       | 特ダネをさがせ |                                                      |
| 7  | 11月17日       | もみじ狩り     |                                                      |
| 8  | 11月24日       | マドロス稼業   |                                                      |
| 9  | 12月1日        | 謎の女         |                                                      |
| 10 | 12月8日        | 紳士の道       |                                                      |
| 11 | 12月15日       | あゝ忠臣蔵     |                                                      |
| 12 | 12月22日       | びっくりホテル |                                                      |
| 13 | 12月29日       | （不明）       |                                                      |
| 14 | 1969年 1月5日  | 初詣で         |                                                      |
| 15 | 1月12日        | スキーは大好き |                                                      |
| 16 | 1月19日        | ゴルフは楽し   |                                                      |
| 17 | 1月26日        | ドライブ・イン |                                                      |
| 18 | 2月2日         | 月世界へ行こう |                                                      |

参考：『朝日新聞』朝日新聞社、ラジオ・テレビ欄。
| TBS系列 日曜 12:15 - 12:45                      | TBS系列 日曜 12:15 - 12:45                  | TBS系列 日曜 12:15 - 12:45                            |
| 前番組                                          | 番組名                                      | 次番組                                                |
| ----------------------------------------------- | ------------------------------------------- | ----------------------------------------------------- |
| スターばっちりショー （1968年6月2日 - 9月29日） | 地球大爆笑 （1968年10月6日 - 1969年2月2日） | ラッキークイズ さあどっち? （1969年2月9日 - 6月29日） |

| スタブアイコン | サブスタブ | この項目は、まだ閲覧者の調べものの参照としては役立たない、テレビ番組に関連した書きかけの項目です。この項目を加筆・訂正などしてくださる協力者を求めています（P:テレビ/PJ:放送または配信の番組）。 |